# Església de Santa Eulàlia de Mèrida
|  | Aquest article tracta sobre l'església parroquial de l'Hospitalet. Si cerqueu l'església de la ciutat extremenya de Mèrida, vegeu «basílica de Santa Eulalia». |

Santa Eulàlia de Mèrida és l'església parroquial del barri del centre de la ciutat de l'Hospitalet de Llobregat (Barcelonès) dedicada a santa Eulàlia de Mèrida, patrona de la ciutat. Actualment està protegida i catalogada com a bé cultural d'interès local e integrada dintre del Pla Especial de Protecció del patrimoni Arquitectònic de l’Hospitalet (PEPPA).

## Arquitectura
És una església de tres naus de tipus basilical, amb absis central semicircular i un de lateral poligonal al costat esquerre. L'estil és monumental, amb estructures i formes neoromàniques i classicitzants, fora d'època. Té un porxo de tres arcs de mig punt davant la façana; a l'interior hi ha tres mosaics al sostre: el "Jhesus", l'escut de l'Hospitalet i una al·lusió al pelegrinatge al sepulcre d'Eulàlia de Mèrida. A l'interior hi ha vitralls, pintures i escultures.
A l'esquerra s'aixeca el campanar, de planta quadrada i format per tres cossos en degradació de dimensions. El primer cos està recorregut per unes bandes, a continuació hi ha un rellotge i, a la part superior, hi ha tres finestres d'arc de mig punt separades per columnes; en el segon cos hi ha altres tres finestres i l'últim cos, de forma vuitavada, té una finestra rectangular a cada cara. El campanar està coronat per un penell de ferro en forma d'àngel. El parament és de maó vist.
L'església parroquial té tres entrades: una principal per la Plaça de l'Ajuntament, i dues laterals pel Carrer de l'Església i pel Carrer Tecla Sala.

## Història
A finals del segle xv, el nucli al voltant de l'Hospital era ja prou gran i distant del de Provençana com per a construir un nou temple parroquial. La primera església es bastí al mateix indret que l'actual, però tingué una existència relativament curta. L'any 1600 es reedificà i s'aixecà el temple que va restar dempeus fins a l'any 1936.
L'any 1937 es va enderrocar el temple parroquial de Santa Eulàlia de Mèrida, construït el 1579, i les "deu cases iguals", en el lloc que actualment ocupa la plaça de l'Ajuntament.
Acabada la Guerra Civil, el Bisbat de Barcelona endegà una important campanya per tal de reconstruir les esglésies cremades o destruïdes durant el conflicte bèl·lic. A l'Hospitalet ens trobem amb el cas de l'església de la Torrassa i, per damunt de tot, amb el del temple parroquial de Santa Eulàlia de Mèrida, patrona de la ciutat.
La nova església es començà a construir tot just acabada la Guerra Civil, el mateix any de 1939. La construcció del nou temple que estaria sota la mateixa advocació, es va encarregar a l'arquitecte municipal Manuel Puig Janer. La primera pedra es va col·locar el 16 de juliol de 1939; el 19 de març de 1942 s'inaugurà la primera meitat; el 20 de juny de 1943 es beneí el campanar i l'obra s'acabà el 26 d'octubre de 1947.